# Goppengrundbach
Der Goppengrundbach ist ein zwei Kilometer langer Bach im Gebiet der Gemeinde Langenbrettach im Landkreis Heilbronn im nördlichen Baden-Württemberg, der nach westsüdwestlichem Lauf und nachdem er zuletzt das Dorf Langenbeutingen durchquert hat von rechts in die untere Brettach mündet.

## Name
Zumindest noch im 19. Jahrhundert wurde der Bach Wirbelbrunnenbach genannt.

## Geographie

### Verlauf
Der Goppengrundbach entspringt auf etwa 247 m ü. NHN dem etwa 1,5 km nordöstlich des Ortskerns von Langenbeutingen in diesem namensgleichen Waldgewann liegenden Wirbelbrunnen. Dort tritt zwischen Steinspalten übers ganze Jahr Wasser aus, das dann unterhalb zu einem kleinen Tümpel angestaut wird und gleich darauf am Fuß des kleinen Waldhangs ins offene Flurgewann Wannenteich überwechselt.
Dort hat der noch weniger als hundert Meter lange Bach vom linken Hang her die Mitte einer sich von weiter aufwärts im Nordosten nach Langenbeutingen im Südwesten ziehenden Talmulde erreicht, in der er in einem recht geraden Graben ohne Gehölz am Ufer meist durch Wiesen auf das Dorf zufließt.
Weniger als einen Kilometer abwärts der Quelle läuft er im nun Goppengrund genannten Talgrund weiterhin fast schnurgerade neben der Bössingerstraße eines Gewerbegebietes, das vom Siedlungsrand des Dorfes das Tal hoch gewachsen ist; abschnittsweise ist der Lauf dort auch verdolt.
Im Siedlungsbereich des Dorfes zieht er etwas geschlängelt und teils baumbestanden zwischen Hintergärten der Anwesen hindurch, ist dann um die Unterquerung der Hohenloher Straße (K 2129) herum verdolt und läuft dann wieder offen auf seinen letzten hundert Metern nach der Unterquerung des Hulsbachweges, inzwischen fast westwärts, in einem Wiesengraben im Auengewann Hulsbach. Dann fließt der Goppengrundbach von rechts und auf etwa 190 m ü. NHN in die untere Brettach ein, die hier in Ortsnähe geschlungen und etwa drei Meter tief in die Flussaue eingetieft in einer Baumgalerie läuft.
Der Goppengrundbach mündet nach 2,0 km langem Lauf mit mittlerem Sohlgefälle von etwa 28 ‰ rund 57 Höhenmeter unterhalb des Wirbelbrunnens. Er hat keine bedeutenden Zuflüsse.

### Einzugsgebiet
Der Goppengrundbach hat ein 1,8 km² großes Einzugsgebiet, das naturräumlich weit überwiegend im Unterraum Öhringer Ebene der Westlichen Hohenloher Ebene liegt und nur der Mündungskeil in Langenbeutingen in der Brettachbucht, beide Teil der Hohenloher und Haller Ebene. Es ist im Nordosten mit bis etwa über 290 m ü. NHN am höchsten. Dort ist es größtenteils vom Wald Zuckmantel bedeckt, während im mittleren Teil der Wald im Gewann Wirbelbrunnen schmal ausläuft und dort vor allem Felder liegen. Im Weichbild des Mündungsdorfes Langenbeutingen liegen einige Obstwiesen.
Der etwa 10 % des Gebietes umfassende, offene Nordostzipfel des Einzugsgebietes noch jenseits des Zuckmantels gehört zur Stadt Öhringen im Hohenlohekreis, der übrige mit auch dem gesamten Bachlauf zur Langenbeutinger Teilgemarkung der Gemeinde Langenbrettach im Landkreis Heilbronn. Im Öhringer Gebietsanteil steht der Einzelhof Zuckmantel dicht an der Einzugsgebietsgrenze, just außerhalb grenzt dessen Einzelhof Lindich an. Der einzige andere und deutlich größere Siedlungsort im Gebiet ist ein Sektor des Dorfes Langenbeutingen an der Mündung.
Reihum grenzen die Einzugsgebiete der folgenden Nachbargewässer an:
- Entlang der nordwestlichen Wasserscheide konkurrieren von der Mündung an aufwärts erst ein kurzer, unbeständig wasserführender Graben, der ebenfalls noch innerhalb von Langenbeutingen mündet, dann das kurz nach der unteren Ortsgrenze in den örtlichen Mühlkanal mündende Seebächle und schließlich der Landgraben, der noch etwas weiter abwärts ebenfalls von rechts in die untere Brettach mündet;
- jenseits der höchsten Wasserscheide im Osten fließt ein kurzer Klingenbach zur nahen Ohrn, die noch vor der Brettach den Kocher speist;
- im Südosten fließt das Rimmlingsbächle in etwa parallelem Lauf nun oberhalb zur Brettach.

## Geologie
Die Hänge der Talmulde liegen schon im Bereich der Quelle im Lettenkeuper (Erfurt-Formation). Erst im letzten Abschnitt im alten Dorfbereich steht an ihrem Rand und zur Brettach hin eine kleine Fläche mit Oberem Muschelkalk an. Die begleitenden Hügel und vor allem das obere, gewässerlose Einzugsgebiet ist von Lösssediment aus quartärer Ablagerung bedeckt, es ist die Schicht mit dem größten Flächenanteil. In der Talmulde läuft der Bach in einem schmalen Schwemmlandband, er mündet in den Auenlehmen rechtsseits der Brettach.

### LUBW
Amtliche Online-Gewässerkarte mit passendem Ausschnitt und den hier benutzten Layern: Lauf und Einzugsgebiet des Goppengrundbachs

Allgemeiner Einstieg ohne Voreinstellungen und Layer: Daten- und Kartendienst der Landesanstalt für Umwelt Baden-Württemberg (LUBW) (Hinweise)
1. 1 2 3  Höhe nach dem Höhenlinienbild auf dem Hintergrundlayer Topographische Karte.
2. ↑  Länge nach dem Layer Gewässernetz (AWGN).
3. ↑  Einzugsgebiet nach dem Layer Basiseinzugsgebiet (AWGN).
4. ↑  Natur teilweise nach dem Layer Geschützte Biotope.

### Andere Belege
1. 1 2  Name Wirbelbrunnenbach nach:
  - Langenbeutingen. In: Karl Eduard Paulus (Hrsg.): Beschreibung des Oberamts Oehringen (= Die Württembergischen Oberamtsbeschreibungen 1824–1886. Band 46). H. Lindemann, Stuttgart 1865, S. 258–265 (Volltext [Wikisource]).
2. ↑  Wolf-Dieter Sick: Geographische Landesaufnahme: Die naturräumlichen Einheiten auf Blatt 162 Rothenburg o. d. Tauber. Bundesanstalt für Landeskunde, Bad Godesberg 1962. → Online-Karte (PDF; 4,7 MB)
3. ↑  Geologie nach den Layern zu Geologische Karte 1:50.000 auf: Mapserver des Landesamtes für Geologie, Rohstoffe und Bergbau (LGRB) (Hinweise)